# Vĩnh Thành, Thương Khâu
Vĩnh Thành (tiếng Trung: 永城; bính âm: Yǒngchéng) là một thành phố cấp phó địa khu thuộc địa cấp thị Thương Khâu, tỉnh Hà Nam, Trung Quốc.

### Trấn
| - Diễn Tập (演集镇) - Thành Quan (城关镇) - Mang Sơn (芒山镇) - Cao Trang (庄镇) - Toản Thành (酂城镇) - Bùi Kiều (裴桥镇) | - Mã Kiều (马桥镇) - Tiết Hồ (薛湖镇) - Tương Khẩu (蒋口镇) - Trần Tập (陈集镇) - Thập Bát Lý (十八里镇) |

### Hương
| - Thành Sương (城厢乡) - Hậu Lĩnh (候岭乡) - Hoàng Khẩu (黄口乡) - Tân Kiều (新桥乡) - Song Kiều (双桥乡) - Vương Tập (王集乡) | - Lý Trại (李寨乡) - Ngọa Long (卧龙乡) - Long Cương (龙岗乡) - Mã Mục (马牧乡) - Toản Dương (酂阳乡) - Thái Khâu (太丘乡) | - Thuân Hòa (顺和乡) - Điều Hà (条河乡) - Lưu Hà (刘河乡) - Trần Quan Trang (陈官庄乡) - Miêu Kiều (苗桥乡) - Hồi Thôn (茴村乡) |